# أماندا سورينسن
أماندا سورينسن (بالدنماركية: Amanda Sørensen)‏ هي دراجة دنماركية، ولدت في 18 نوفمبر 1985 في Skanderborg Municipality ‏ في الدنمارك.

## وصلات خارجية
- أماندا سورينسن على موقع أوليمبيديا (الإنجليزية)